# Toustoług
Toustoług – wieś na Ukrainie w rejonie tarnopolskim należącym do obwodu tarnopolskiego.